# Kleerup
Andreas Kleerup, conocido profesionalmente por su apellido Kleerup, es un productor discográfico, baterista sueco y miembro del grupo de Estocolmo The Meat Boys. Su primera colaboración comercial fue con su compatriota Robyn con la canción «With Every Heartbeat», disponible también en el autotitulado álbum de Kleerup. Actualmente se encuentra en la banda Me and my army, la cual lanzó en 2011 su álbum debut Thank God for sending me demons.
Escribió y produjo la canción «Lay Me Down» con Cyndi Lauper para su álbum de 2008 Bring Ya to the Brink. Una versión instrumental del tema aparece en el álbum de Kleerup bajo el título «Thank You for Nothing». Se creyó que le puso ese título ('Gracias por Nada') a raíz de su enfado con Lauper por no darle permiso a usar la versión con su voz, pero el rumor se confirmó como falso cuando el productor explicó en una entrevista que realizó el instrumental antes de ofrecérselo a Cyndi y prefirió escoger la versión original para su álbum.

## Álbumes
- 2008 Kleerup (#7 SUE)

## EP
- 2009 Hello Holla EP
- 2009 Lead Singer Syndrome (con Markus Krunegård)

## Singles
| Año  | Sencillo                           | Posición en la lista | Posición en la lista | Posición en la lista |
| Año  | Sencillo                           | SUE                  | DIN                  | UK                   |
| ---- | ---------------------------------- | -------------------- | -------------------- | -------------------- |
| 2005 | «Medication»                       | -                    | -                    | -                    |
| 2007 | «With Every Heartbeat» con Robyn   | 18                   | 7                    | 1                    |
| 2008 | «Longing for Lullabies» con Titiyo | 7                    | 10                   | -                    |
| 2008 | «3AM» con Marit Bergman            | 35                   | -                    | -                    |
| 2008 | «Forever» con Neneh Cherry         | 56 1                 | -                    | -                    |
| 2013 | «Requiem Solution» con Loreen      | -                    | -                    | -                    |

1No lanzado como sencillo oficialmente, pero entró en la lista a causa de las numerosas descargas.